# Harry Kim
Harry Kim è un personaggio della serie televisiva di fantascienza Star Trek: Voyager interpretato dall'attore Garrett Wang. Nell'universo di Star Trek è l'ufficiale alle operazioni e alle comunicazioni a bordo dell'astronave USS Voyager.

## Storia del personaggio
Harry Kim è nato nel 2349 (lo stesso anno di Wesley Crusher). Suona il clarinetto nella Juilliard Youth Symphony e ha una fidanzata di nome Libby.
Dopo essersi graduato all'Accademia della Flotta Stellare nel 2370, è stato assegnato all'astronave Voyager nel 2371, condividendone il destino e finendo nel Quadrante Delta con l'astronave a settantamila anni luce di distanza dalla Terra.. Kim viene quasi sempre assegnato a missioni pericolose; il personaggio riesce quasi sempre a mantenersi calmo, anche se talvolta la sua inesperienza e la sua ingenuità lo portano a ritrovarsi in situazioni umoristiche. Stringe subito una solida amicizia con Tom Paris, ignorando il pregiudizio diffuso verso quest'ultimo, in quanto galeotto.
È uno dei membri dell'equipaggio che più soffre per la lontananza dalla sua famiglia e dalla fidanzata; a un certo punto però comprende che lei non lo aspetterà, visto che il tempo stimato per il ritorno è di 70 anni, e si lascia pertanto coinvolgere in innamoramenti tanto improbabili, quanto spesso non ricambiati, cosa per cui l'amico Tom lo prende sempre in giro.
Nel 2372 l'intera astronave è stata duplicata da un'anomalia temporale e subito dopo, una falla nell'astronave originale ha provocato la morte del giovane. Un suo duplicato, proveniente dalla seconda Voyager, è salito sulla Voyager originale mentre la copia veniva fatta autodistruggere per impedire un tentativo di abbordaggio da parte dei Vidiiani.
In una linea del tempo alternativa Chakotay e Kim pilotano una navetta modificata con una nuova tipologia di propulsione in grado di riportare la Voyager sulla Terra. Durante l'esperimento, Kim trasmette dei dati errati alla Voyager, provocando un atterraggio di emergenza della stessa su un pianeta ghiacciato del quadrante Alfa, con la conseguente morte dell'equipaggio. Chakotay e Kim studiano per quindici anni il modo di evitare la tragedia e infine riescono a inviare indietro nel tempo un messaggio per evitare la catastrofe. 
Kim ha mantenuto il grado di guardiamarina in tutte e sette le stagione di Star Trek: Voyager, ma in un futuro alternativo viene promosso a tenente, e in un altro Kim nel 2404 è il capitano dell'astronave USS Rhode Island. In un episodio dell'ultima stagione Kim si trova temporaneamente al comando di un'astronave aliena in missione umanitaria.
Durante la serie Harry Kim muore tre volte.

## Filmografia

### Televisione
- Star Trek: Voyager - serie TV, 168 episodi (1995-2001)

## Videogiochi
- Star Trek: Voyager - Elite Force, regia di Brian Pelletier (2000)
- Star Trek Online, regia di Joe Lyford e Lani Minella (2010)